# Fara v Křenově
Fara v Křenově je památkově chráněnou budovou a součástí barokního komplexu, který tvoří kostel, hřbitovní kaple, pranýř a fara.

## Historie
Fara byla dokončena roku 1732, o čemž svědčí datace na portálu. Vystavěna byla za faráře jezuity Johanna Benedikta Rustice Schindlera (1664–1736), pod patronátem knížete Josefa Johanna Adama z Lichtenštejna. Fara tak tvoří komplex s blízkým kostelem svatého Jana Křtitele a mají nejspíše totožného architekta. Původnímu účelu přestala sloužit v roce 2007, kdy byla odprodána. Roku 2008 byla zrestaurována Ladislavem Werkmannem. V interiéru vznikla expozice, přibližující život a práci faráře v malém městečku v 18. a 19. století. Další restaurací prošla v letech 2011–2012 rukou Martiny Bednářové.
Od roku 2018 je správcem křenovské farnosti administrátor excurrendo Josef Slezák.

## Popis
Fara je jednopatrovou stavbou s vysokou mansardovou střechou. Vstupní portál je natočený do návsi a je datován letopočtem 1732. Vytvořený je z červeného pískovce. Nad ním se nachází vytesané nápisové pole, které zmiňuje výstavbu Johannem Schindlerem. Vstup je uzavřený dvoukřídlými dveřmi.
V průčelí je pět okenních os. Horizontálně je členěno kordonem, vertikálně lizénami a vpadlými výplněmi. Nad okny horního patra zakončené vypjatou římsou. Přízemí je zaklenuto valenými klenbami s výsečemi a rovným stropem.
Před budovou se nachází kříž a socha Panny Marie Immaculaty z roku 1730 od Jiřího Františka Pacáka.